# Kostel svatého Martina (Lipová)
Římskokatolický filiální kostel svatého Martina v Lipové je původně gotická, později zbarokizovaná, sakrální stavba stojící uprostřed řadové lesní obce při průjezdní komunikaci. Od roku 1963 je kostel chráněn jako kulturní památka.

## Historie
Původně gotický kostel z 15. století. Barokně byl přestavěn v roce 1692. V devadesátých letech 20. století byl kostel opraven.

## Architektura
Jedná se o stavbu s obdélnou lodí s trojboce uzavřeným pozdně gotickým presbytářem. Kostel je bez věže. Boční stěny lodě jsou členěny pilastry. V ose průčelí je mělký rizalit. Před ním se nachází předsíň. Štít má volutová křídla a je završen nízkým trojúhelníkem.
Presbytář s odstupňovanými opěráky je zaklenut křížovou klenbou a paprsčitým závěrem ze 16. století. Žebra v presbytáři sbíhají na římsové hlavice pilastrů. Loď má plochý strop. V lodi se nachází zděná kruchta.

## Zařízení
Hlavní oltář pochází z roku 1713. Obnoven byl v roce 1885. Jedná se o portálový, sloupový oltář s obrazem sv. Martina, obrazem Nejsvětější Trojice v nástavci a sochami sv. Václava, sv. Floriána a dvou biskupů. Boční oltáře jsou ornamentální výzdobou s rokaji. Jeden z nich je s novodobou sochou sv. Josefa, druhý je opatřen sochou Madony z období let 1713 až 1714. Kazatelna je z roku 1714. Opravena byla roku 1880. Nacházejí se na ní obrazy čtyř evangelistů, které jsou malovány na plechu. Křtitelnice pocházející ze 16. století je kamenná a válcová. Sochy sv. Floriána a sv. Ludmily, které se nacházejí v nikách po stranách triumfálního oblouku, pocházejí z první poloviny 18. století.

## Zvony
U kostela stála původně dřevěná zvonice, se zvonem z roku 1522. Při úpravě návsi byla zbořena. V zadním sanktusníku kostela je malý zvon. V minulosti se zde nacházel zvon z roku 1522 od mistra Tomáše z Litoměřic. Byl zrekvírován za druhé světové války.